# Venom (film 2005)
Venom (w Polsce prezentowany także jako Jad) – amerykański film fabularny (horror) z 2005 roku w reżyserii twórcy Koszmaru minionego lata, Jima Gillespiego.

## Fabuła
Luizjana. Późnym wieczorem Ray Sawyer jedzie swoją ciężarówką przez drogę. Dochodzi do wypadku, którego ofiarą pada pewna starsza kobieta. Ray postanawia pomóc staruszce, jednak z walizki przewożonej przez nią wyskakuje wąż, który ukąsza mężczyznę. Sawyer umiera. Wkrótce jednak jego ciało powraca do życia, by dokonać zemsty.

## Obsada
- Agnes Bruckner – jako Eden Sinclair
- Jonathan Jackson – jako Eric
- Laura Ramsey – jako Rachel
- D.J. Cotrona – jako Sean
- Meagan Good – jako CeCe
- Paweł Szajda – jako Ricky
- Bijou Phillips – jako Tammy
- Davetta Sherwood – jako Patty
- Method Man – jako Turner
- Stacey Travis − jako matka Eden
- Rick Cramer – jako Ray Sawyer